# Equus africanus
L'asino selvatico africano (Equus africanus Heuglin e Fitzinger, 1866) è un mammifero della famiglia degli Equidi, forma ancestrale dell'asino domestico (Equus africanus asinus). Attualmente si trova solamente in poche aree dell'Africa nord-orientale ed è altamente minacciato in natura. Qui abita in regioni desertiche e montuose, nutrendosi di piante ed erbe coriacee. Da quando l'asino selvatico della Siria si è estinto, l'asino selvatico africano è divenuto il rappresentante esistente più piccolo del genere Equus.

## Descrizione

### Aspetto

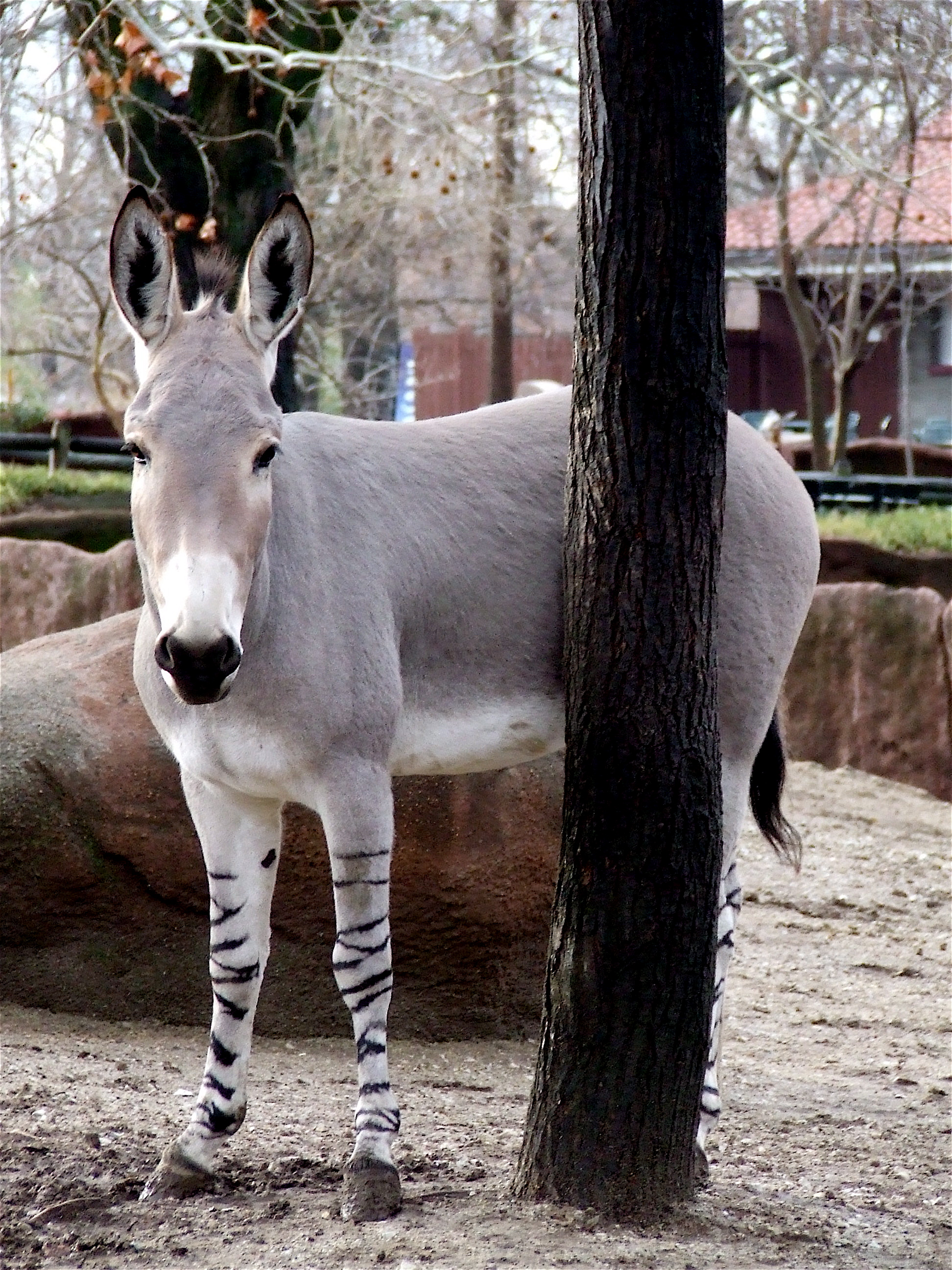
Asino selvatico africano con le zampe chiaramente striate.

L'asino selvatico africano raggiunge una lunghezza testa-tronco di circa 200 cm, un'altezza al garrese compresa tra 110 e 140 cm, una lunghezza della coda di 45 cm e un peso di circa 250–275 kg. La testa è molto grande rispetto al tronco e presenta lunghe orecchie a forma di sacca che possono raggiungere i 20 cm. Le parti superiori del corpo sono di colore grigio-brunastro e possono assumere una sfumatura rossastra in estate; il ventre e le zampe sono generalmente più chiari, quasi biancastri. La colorazione del manto, tuttavia, varia a seconda delle singole sottospecie. Di solito è presente una striscia scura lungo la colonna vertebrale e, talvolta, una o due strisce trasversali sulle spalle. Le zampe presentano un caratteristico motivo a strisce, grazie al quale è possibile distinguere l'asino selvatico africano da quello asiatico. La criniera è corta e sottile, nonché eretta e più morbida di quella del cavallo selvatico. Inoltre, diversamente dalla coda del cavallo selvatico, identica a quella dei cavalli domestici, quella dell'asino selvatico termina con una nappa.
Le zampe dell'asino selvatico africano, come quelle di tutti gli equidi, terminano con un unico dito rivestito da uno zoccolo. Gli zoccoli, allungati e più stretti di quelli degli altri membri della famiglia, sono adatti a muoversi su una superficie pietrosa e conferiscono all'animale un passo sicuro, piuttosto che una grande velocità. Inoltre, sulle zampe anteriori, sopra l'articolazione del metacarpo, si trovano spesso dei rilievi simili a callosità di colore brunastro, le cosiddette castagne.

### Cranio e dentatura
Il cranio dell'asino selvatico africano è simile a quello dell'asino selvatico asiatico, ma sotto certi aspetti differisce in modo significativo da quello delle altre specie di equidi. Può raggiungere i 33 cm di lunghezza e ha una forma lunga e stretta, con la parte del muso piuttosto corta, come quella dell'asino selvatico asiatico e del kiang (Equus kiang). Di conseguenza, le ossa facciali si innalzano ripidamente sulla fronte rispetto ai cavalli selvatici e alle zebre, in modo che l'osso frontale non è visibile se visto da dietro. A differenza del cugino asiatico, la specie africana presenta un'area postorbitale del cranio più lunga. L'osso occipitale appare meno chiaramente rettangolare e piatto di quello dei cavalli selvatici. L'osso nasale ha una struttura debole e, come in tutte le specie di equidi, non è collegato all'osso premascellare, ma si trova dietro di esso: si viene così a creare un ampio spazio interno.
La mandibola è robusta e può essere lunga oltre 20 cm. La mascella è alta ed è dotata di articolazioni forti. La dentatura è ridotta e presenta la seguente formula: {\displaystyle {\frac {3.1.3(4).3}{3.1.3.3}}}. Gli incisivi hanno la forma di uno scalpello, ma cambiano forma nel tempo. Inizialmente sono relativamente larghi e stretti, ma col tempo diventano sempre più spessi. Il canino è piuttosto piccolo e un ampio diastema lo separa dalla dentatura posteriore. I premolari e i molari hanno una struttura simile. Presentano corone alte (dentatura ipsodonte) e ricoperte di smalto e hanno la superficie solcata da profonde pieghe, benché queste siano un po' più semplici di quelle delle zebre e dei cavalli selvatici. Le pieghe posteriori dello smalto sui molari inferiori si dispongono a forma di «V» tra le due sporgenze denominate metaconide e metastilide, il che significa che l'asino selvatico africano appartiene agli stenonini, e quindi al gruppo più antico degli equidi odierni.

### Sensi e vocalizzazioni
Per comunicare l'asino selvatico africano usa sia la vista che l'udito e l'olfatto. Per la percezione olfattiva l'animale esegue il flehmen con la testa sollevata e allungata, il labbro superiore arricciato e i bordi del naso ad angolo. Si conoscono in tutto cinque tipi diversi di vocalizzazioni. Il caratteristico raglio tipico di tutti gli asini è il tipo più complesso e viene emesso durante gli incontri intraspecifici, gli accoppiamenti e gli incontri con i rivali, nonché dai puledri quando si separano dalla madre. Un'annusata ben udibile viene emessa quando gli asini incontrano altre specie animali, mentre grugniti e ringhi accompagnano le manifestazioni aggressive. Uno sbuffo costituisce un segnale di pericolo e viene emesso da esemplari allarmati.

## Distribuzione e habitat

Areale dell'asino selvatico africano.

L'attuale areale dell'asino selvatico africano è limitato all'Africa nord-orientale (Etiopia, Eritrea e Somalia), dove rimangono solo poche centinaia di questi animali. Si ipotizzava anche la presenza di singole popolazioni in Egitto, Sudan e Gibuti, ma da alcuni anni non si hanno informazioni affidabili al riguardo. La densità di popolazione è molto bassa e in Etiopia viene valutata intorno a 0,6 esemplari ogni 100 km². L'areale originario della specie un tempo copriva tutto il Nordafrica (dal Marocco alla Somalia) e la penisola arabica (dalla Mesopotamia allo Yemen), ma questo equide scomparve da gran parte del suo areale già in epoca romana. Da allora il numero di esemplari è continuato a diminuire a causa della caccia, della distruzione dell'habitat, degli incroci con gli asini domestici inselvatichiti e delle malattie da essi trasmesse.
L'habitat della specie comprende regioni aride, collinari o montuose, caratterizzate per lo più da un terreno sassoso. In Etiopia l'asino selvatico africano si incontra fino a 2000 m di altitudine. Queste regioni sono ricoperte da boscaglia o steppa, ma sono generalmente molto aride. Inoltre presentano condizioni climatiche durissime, con temperature elevate che possono raggiungere i 50 °C. In epoca storica il suo areale, ad est, si sovrapponeva a quello dell'asino selvatico asiatico, che però prediligeva regioni meno elevate e pianeggianti.
A differenza dell'asino selvatico africano, gli asini domestici inselvatichiti sono diffusi in tutto il mondo; oltre che nell'areale originario del progenitore selvatico si possono trovare anche in numerosi altri paesi dove sono stati introdotti dall'uomo. Ad esempio, esistono grandi popolazioni inselvatichite in Australia e negli USA. Solo nell'Australia centrale e settentrionale vivono diversi milioni di esemplari.

## Biologia

### Comportamento territoriale
Essendo un animale sia diurno che notturno, l'asino selvatico africano va in cerca di cibo in diversi momenti della giornata, ma di solito riposa durante le ore più calde. Conduce un'esistenza prevalentemente solitaria: l'unico legame veramente stretto tra questi animali è quello che si stabilisce tra la madre e il puledro appena nato. Tuttavia, è possibile incontrare anche gruppi poco numerosi, composti al massimo da sei individui. Queste mandrie possono essere sia miste che formate da esemplari dello stesso sesso, senza alcun genere di gerarchia stabilita: i capibranco cambiano costantemente, senza un confronto aggressivo. Durante gli spostamenti vengono spesso utilizzati percorsi e sentieri, alcuni dei quali contrassegnati da feci. Occasionalmente, diversi piccoli gruppi si incontrano, dando vita a gruppi più grandi di oltre 60 animali. Questo, tuttavia, avviene solo presso i pascoli migliori: dopo aver mangiato, queste grandi associazioni si dissolvono nuovamente.
I maschi dominanti a volte possono occupare territori contrassegnati con urina ed escrementi, che spesso formano alti mucchi. I territori possono coprire una superficie variabile da 12 a 40 km² ed estendersi per 4–7 km. Di regola, questi territori vengono occupati solo per poche settimane. Tuttavia, durante questo periodo, il proprietario difende il suo territorio dagli intrusi. Altri conspecifici vengono prima annusati e poi allontanati, ma raramente si verificano gravi controversie, sebbene su alcuni esemplari siano stati notati segni di morsi.

### Alimentazione

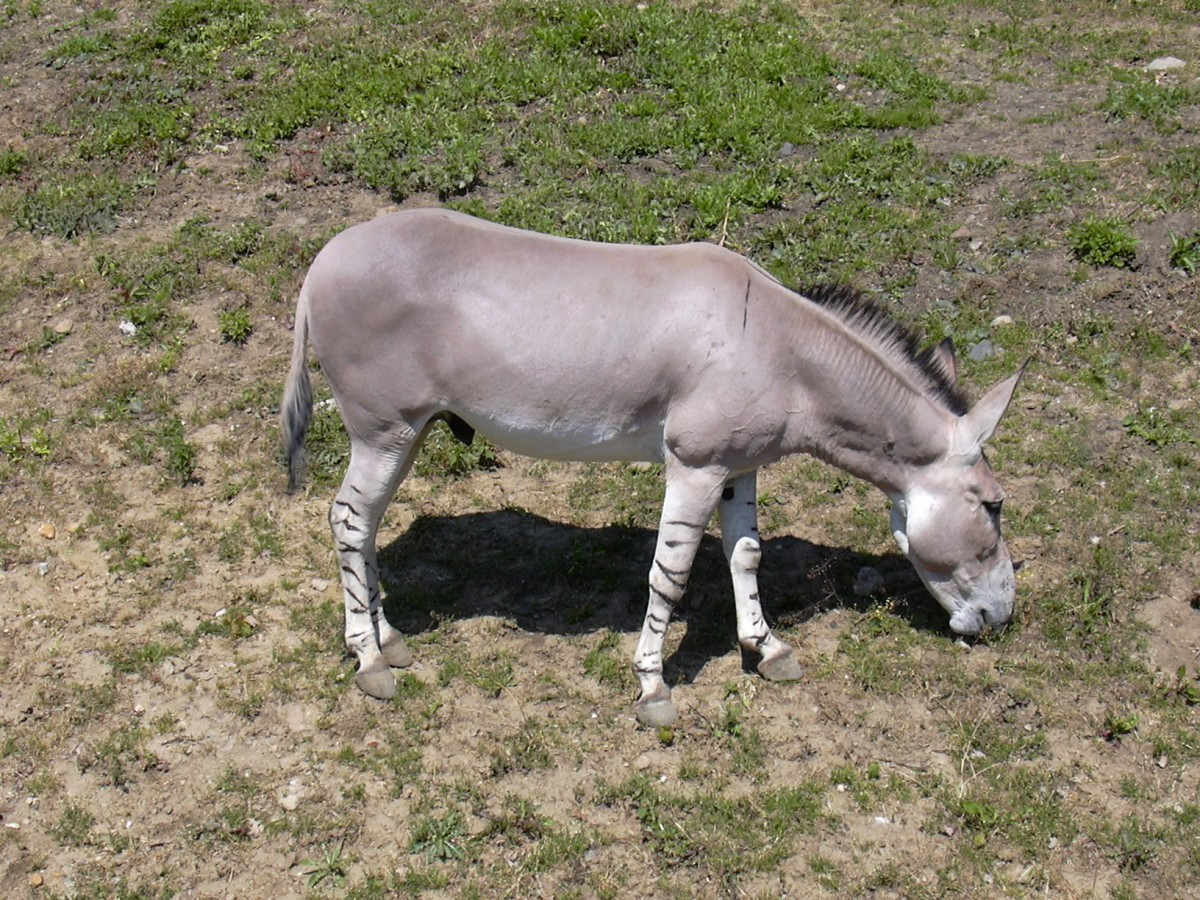
Asino selvatico africano al pascolo.

Come tutti gli equidi, l'asino selvatico africano è un erbivoro che si nutre principalmente di piante del deserto rinsecchite e spinose (browsing), ma anche di erba (grazing). Sono note almeno 39 specie di piante che fanno parte della sua dieta. Si nutre soprattutto di piantaggine indiana, nonché di parkinsonie. Complessivamente, quasi due terzi della dieta sono costituiti da piante a foglia morbida, seguite per quasi un terzo da piante perenni. Le erbe coriacee talvolta svolgono un ruolo subordinato. Particolarmente importanti per questa specie sono le foreste rivierasche, particolarmente apprezzate in estate. Grazie alla sua dieta opportunista, l'asino selvatico africano può avere un impatto negativo sulla vegetazione del deserto e della steppa, specialmente nelle aree in cui la specie non era originaria.
Dal momento che abita in regioni molto aride, i punti d'acqua sono fondamentali per la sopravvivenza della specie e non dovrebbero mai distare da 4 a 6 km. Tuttavia gli asini possono spostarsi anche per 30 km per arrivare all'acqua. Poiché questi equidi sono perfettamente adattati alla vita nelle zone aride, possono sopravvivere anche a perdite di liquido pari al 30% del loro peso corporeo. La reidratazione avviene attraverso brevi fasi di bevuta di 4-5 minuti, durante le quali possono essere assorbiti fino a 30 litri di liquido.

### Riproduzione

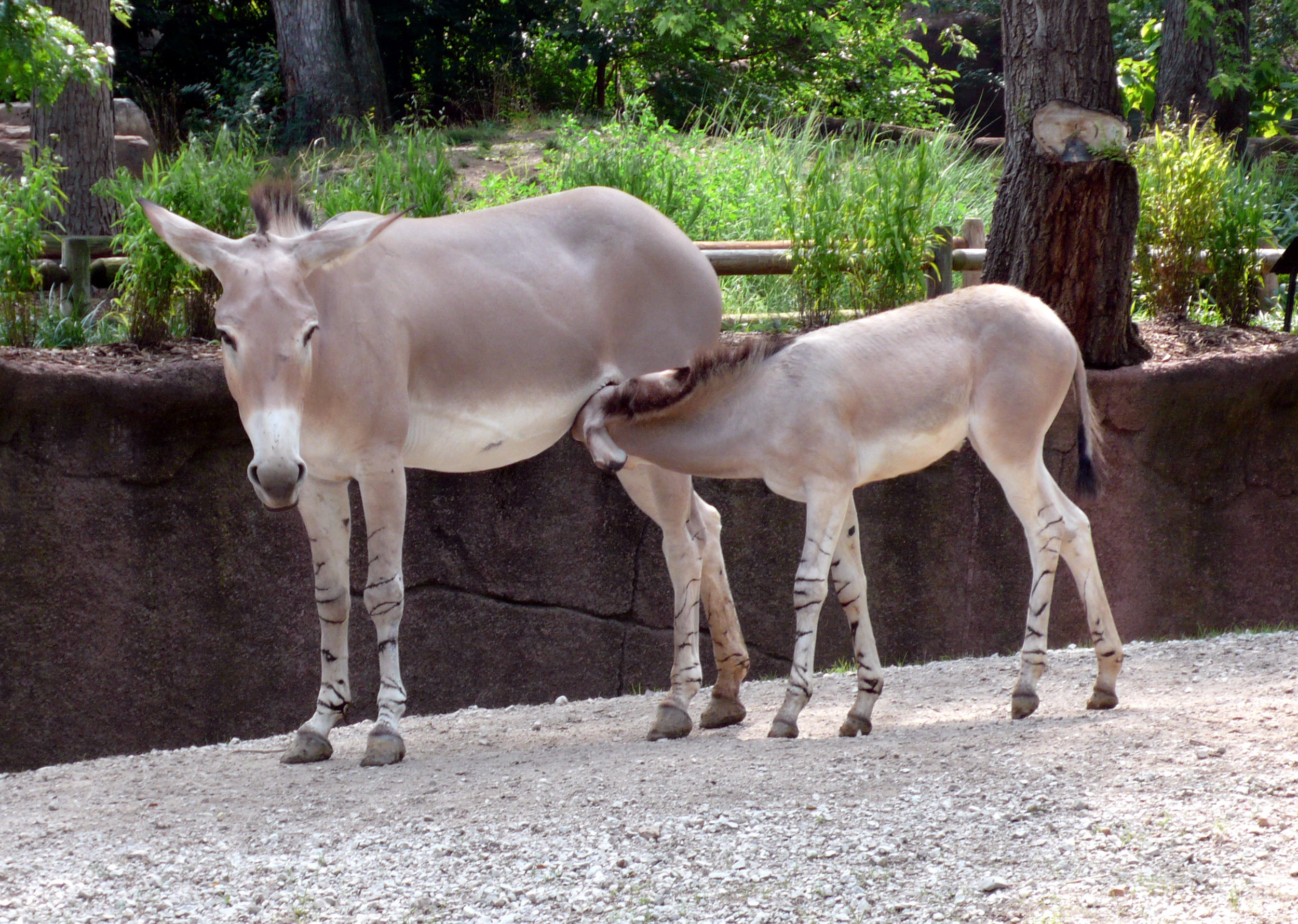
Una femmina con il piccolo.

La femmina di asino selvatico africano raggiunge la maturità sessuale intorno a un anno e mezzo di età, ma di solito dà alla luce il suo primo puledro a due o tre anni. I maschi, invece, raggiungono la maturità sessuale all'età di due anni. Di solito le femmine sono pronte all'accoppiamento in ogni periodo dell'anno e l'estro può durare fino a otto giorni. Spesso solo i maschi dominanti e territoriali possono avere il diritto di accoppiarsi. Prima dell'accoppiamento le femmine assumono una posizione caratteristica con le zampe posteriori divaricate, mentre il maschio annusa loro i genitali. Di tanto in tanto la femmina può scalciare all'indietro, ma soprattutto cerca di fuggire, con il maschio che la insegue anche per 20 m. L'atto sessuale ha inizio quando il maschio sale in groppa alla femmina: l'eiaculazione avviene molto rapidamente. L'intero processo è accompagnato da numerose vocalizzazioni, principalmente da parte del maschio. Dopodiché, entrambi gli animali mangiano e si separano.
Dopo una gestazione di circa dodici mesi - gli autori indicano un periodo variabile tra 330 e 370 giorni - la femmina di solito dà alla luce un unico piccolo, raramente due. La madre e il puledro sono uniti da uno stretto legame e inizialmente rimangono sempre molto vicini tra loro, spesso ad appena un metro di distanza. Durante questo periodo, il puledro viene difeso accanitamente dalla madre. Il giovane inizia ad assumere cibo vegetale a partire dal quinto giorno, ma non viene svezzato prima del dodicesimo mese. Nel frattempo la distanza tra la madre e il giovane cresce sempre più, arrivando fino a dieci metri. L'asino selvatico africano può raggiungere un'età massima di oltre 20 anni.

### Interazioni con altre specie
Non sono noti predatori naturali dell'asino selvatico africano; lo stesso vale anche per gli esemplari inselvatichiti che vivono negli USA e in Australia. L'elevato tasso di mortalità che si riscontra nei giovani esemplari è dovuto alle condizioni climatiche estreme dell'habitat in cui la specie vive. Nell'areale originario, la specie entra in competizione con i grandi animali domestici allevati dall'uomo.

### Parassiti
Non abbiamo molte informazioni sui parassiti che infestano l'asino selvatico africano. Sono comuni i nematodi, di cui sono stati identificati circa una dozzina di generi. Le infestazioni da parte di questi endoparassiti si verificano spesso durante la stagione fredda. Inoltre, sono stati descritti casi di paratubercolosi, una malattia che in genere colpisce soprattutto i ruminanti.

## Tassonomia
|  | Equus africanus                                                |
|  |                                                                |
|  | \| \| Equus hemionus \| \| \| \| \| \| Equus kiang \| \| \| \| |
|  |                                                                |
|  | Equus hemionus                                                 |
|  |                                                                |
|  | Equus kiang                                                    |
|  |                                                                |

|  | Equus hemionus |
|  |                |
|  | Equus kiang    |
|  |                |

|  | Equus zebra                                                   |
|  |                                                               |
|  | \| \| Equus quagga \| \| \| \| \| \| Equus grevyi \| \| \| \| |
|  |                                                               |
|  | Equus quagga                                                  |
|  |                                                               |
|  | Equus grevyi                                                  |
|  |                                                               |

|  | Equus quagga |
|  |              |
|  | Equus grevyi |
|  |              |

|  | Equus africanus                                                |
|  |                                                                |
|  | \| \| Equus hemionus \| \| \| \| \| \| Equus kiang \| \| \| \| |
|  |                                                                |
|  | Equus hemionus                                                 |
|  |                                                                |
|  | Equus kiang                                                    |
|  |                                                                |

|  | Equus hemionus |
|  |                |
|  | Equus kiang    |
|  |                |

|  | Equus zebra                                                   |
|  |                                                               |
|  | \| \| Equus quagga \| \| \| \| \| \| Equus grevyi \| \| \| \| |
|  |                                                               |
|  | Equus quagga                                                  |
|  |                                                               |
|  | Equus grevyi                                                  |
|  |                                                               |

|  | Equus quagga |
|  |              |
|  | Equus grevyi |
|  |              |

|  | Equus caballus |
|  |                |
|  | Equus ferus    |
|  |                |

|  | Equus africanus                                                |
|  |                                                                |
|  | \| \| Equus hemionus \| \| \| \| \| \| Equus kiang \| \| \| \| |
|  |                                                                |
|  | Equus hemionus                                                 |
|  |                                                                |
|  | Equus kiang                                                    |
|  |                                                                |

|  | Equus hemionus |
|  |                |
|  | Equus kiang    |
|  |                |

|  | Equus zebra                                                   |
|  |                                                               |
|  | \| \| Equus quagga \| \| \| \| \| \| Equus grevyi \| \| \| \| |
|  |                                                               |
|  | Equus quagga                                                  |
|  |                                                               |
|  | Equus grevyi                                                  |
|  |                                                               |

|  | Equus quagga |
|  |              |
|  | Equus grevyi |
|  |              |

|  | Equus africanus                                                |
|  |                                                                |
|  | \| \| Equus hemionus \| \| \| \| \| \| Equus kiang \| \| \| \| |
|  |                                                                |
|  | Equus hemionus                                                 |
|  |                                                                |
|  | Equus kiang                                                    |
|  |                                                                |

|  | Equus hemionus |
|  |                |
|  | Equus kiang    |
|  |                |

|  | Equus zebra                                                   |
|  |                                                               |
|  | \| \| Equus quagga \| \| \| \| \| \| Equus grevyi \| \| \| \| |
|  |                                                               |
|  | Equus quagga                                                  |
|  |                                                               |
|  | Equus grevyi                                                  |
|  |                                                               |

|  | Equus quagga |
|  |              |
|  | Equus grevyi |
|  |              |

|  | Equus caballus |
|  |                |
|  | Equus ferus    |
|  |                |

Come tutti gli equidi moderni, l'asino selvatico africano appartiene al genere Equus. All'interno di questo genere, appartiene al gruppo degli equidi stenonini o non-cavallini, caratterizzati dalla morfologia dei molari inferiori. Inoltre, a volte viene inserito in un sottogenere distinto, Asinus. Le analisi del DNA più recenti mostrano che esso è strettamente imparentato con l'asino selvatico asiatico e il kiang. I suoi parenti più prossimi sono gli altri asini e le zebre, mentre il cavallo domestico e quello di Przewalski sono imparentati con lui solo alla lontana.
Di norma, vengono riconosciute tre sottospecie, ma alcune di esse presentano diversi sinonimi:
- asino domestico (E. a. asinus Linnaeus, 1758; sinonimi: E. a. domesticus, E. a. mureybeiti, E. a. palestinae, E. a. vulgaris); la sottospecie di minori dimensioni;
- asino selvatico della Nubia (E. a. africanus (Heuglin e Fitzinger, 1867); sinonimo: E. a. dianae); una sottospecie leggermente più piccola, con un'altezza al garrese compresa tra 110 e 122 cm. È probabilmente estinto: l'ultimo esemplare venne abbattuto nel nord del Sudan nel 1970;
- asino selvatico della Somalia (E. a. somaliensis (Noack, 1884), sinonimi: E. a. nubianus, E. a. somalicus); la sottospecie più grande, con un'altezza al garrese compresa tra 125 e 130 cm.

E. a. asinus comprende unicamente esemplari domestici, mentre E. a. africanus e E. a. somaliensis sono le due sottospecie selvatiche della specie. E. a. africanus popolava le regioni settentrionali dell'areale (Nubia, valle del Nilo) e E. a. somaliensis quelle meridionali (Etiopia, Eritrea). Alcuni autori riconoscono un'ulteriore sottospecie, Equus africanus melkeinsis, descritta da Belkacem Bagtache e colleghi nel 1984. Questa forma visse nel Pleistocene superiore principalmente in Nordafrica, in quella che oggi è l'Algeria, e scomparve all'inizio dell'Olocene. Altri autori, tuttavia, la considerano come una specie distinta. La forma Equus africanus atlanticus, anch'essa dell'Algeria, descritta da Oldfield Thomas nel 1894, si è rivelata una sottospecie estinta della zebra delle steppe vissuta nel Pleistocene ed è ora elencata sotto E. quagga mauritanicus. Anch'essa viene talvolta considerata una specie indipendente. All'inizio degli anni '30 il nome E. a. atlanticus venne ripreso per indicare un particolare equide raffigurato nelle pitture rupestri del Neolitico in Algeria talvolta indicato come «asino selvatico dell'Atlante», ma il suo nome scientifico non è valido.
Linneo, nel 1758, attribuì all'asino domestico il nome scientifico Equus asinus. Successivamente, nel 1867, Theodor von Heuglin e Leopold Fitzinger descrissero la forma selvatica attribuendole il nome Asinus africanus, che Fitzinger aveva già utilizzato nel 1857. Questo appellativo specifico, che si riferisce alla popolazione selvatica diffusa in Nubia e nell'Africa nord-orientale, venne proposto nel 1966 da Colin Peter Groves per indicare la forma selvatica dell'asino africano. Nel 2003, con l'Opinione 2027, l'ICZN creò un apposito regolamento per la designazione delle forme domestiche, riconoscendole come specie distinte da quelle selvatiche. Pertanto, il nome scientifico dell'asino selvatico africano è divenuto Equus africanus, quello dell'asino domestico Equus asinus. Poiché entrambe le forme possono incrociarsi tranquillamente dando vita a prole fertile, questa visione è controversa, pertanto molti studiosi continuano a considerarli un'unica specie, che, tenendo conto del principio di priorità della ICZN, viene denominata Equus asinus. Asinus è l'antico nome latino dell'asino e deriva dal più antico termine asnos, originariamente usato per indicare quest'animale nella regione dell'Asia Minore.
I primi equidi della linea evolutiva degli stenonini raggiunsero l'Africa nel Pliocene, dando origine all'asino selvatico e alle zebre. Equus tabeti è considerato un possibile antenato dell'asino selvatico africano, che comparve per la prima volta in Nordafrica nel Pleistocene inferiore e raggiunse l'Asia occidentale nel Pleistocene superiore. I resti fossili dell'asino selvatico africano sono rari, ma alcuni reperti risalenti al Pleistocene superiore appartengono senza dubbio a questa specie. I reperti più antichi rinvenuti in Siria risalgono all'Olocene, intorno al 9000 a.C. In Palestina, nel 3000 a.C., vennero effettuati i primi incroci tra esemplari domestici e asini selvatici asiatici.

## Rapporti con l'uomo

### Domesticazione

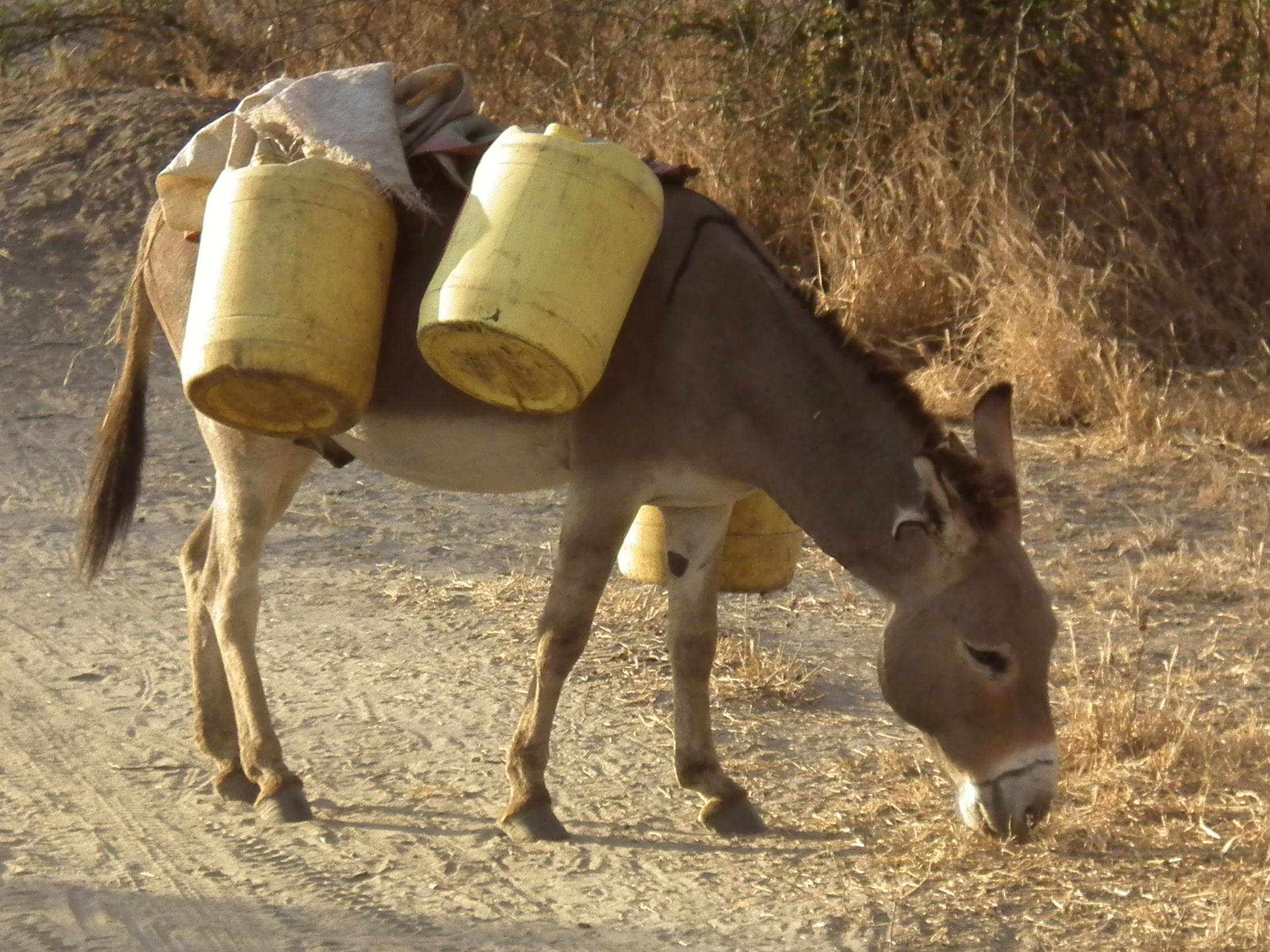
Asino domestico.

L'asino selvatico africano è il diretto progenitore dell'asino domestico e può incrociarsi con esso dando vita a prole fertile. Tuttavia, l'asino selvatico veniva originariamente utilizzato dai primi gruppi di cacciatori-raccoglitori come fonte di cibo e materie prime. Un importante indizio al riguardo è stato il ritrovamento dello scheletro di un asino a Umm el Tlel in Siria, risalente a circa 50.000 anni fa, nella cui terza vertebra cervicale è rimasta incastrata una punta Levallois spezzata, chiara testimonianza che all'epoca l'animale era oggetto di caccia. La domesticazione ebbe inizio probabilmente prima del 4000 a.C. in Egitto. Tra i resti più antichi e completi di asini addomesticati vi sono quelli rinvenuti in una camera funeraria vicino ad Abido, la cui scoperta è stata presentata nel 2008 da un team guidato da Stine Rossel e Fiona B. Marshall. Gli scheletri completi qui sepolti vissero all'epoca di una delle dinastie fondatrici del regno egizio, intorno al 3000 a.C. Gli studi anatomici suggeriscono che la sottospecie E. a. africanus servì qui come punto di partenza per l'addomesticamento. Le analisi patologiche mostrano che questo equino non veniva più utilizzato principalmente come fonte di cibo, bensì come animale da soma. Gli asini addomesticati rinvenuti nell'insediamento di Tell eṣ-Ṣâfi in Israele, vissuti nel periodo compreso tra il 2800 e il 2600 a.C., presentano caratteristici segni di usura sui denti che indicano la presenza di un morso. Di conseguenza, l'impiego dell'asino domestico come animale da cavalcatura o da tiro sembra essere avvenuto un po' più tardi. Tuttavia, esistono dei ritrovamenti che sembrano indicare l'addomesticamento dell'asino già in epoca predinastica. Questi comprendono circa 40 reperti ossei rinvenuti a Tell el-Iswid nel Basso Egitto e un singolo dente proveniente da Nagada nel Medio Egitto. Erano animali relativamente piccoli, di dimensione intermedia tra l'asino selvatico africano e l'asino domestico.
Anche le analisi genetiche effettuate nel 2004 indicano l'asino selvatico della Nubia come progenitore delle forme domestiche. Tuttavia, esse sottolineano anche che l'asino domestico potrebbe essere stato addomesticato più volte. Ciò sembra essere stato confermato dalle analisi successive, secondo le quali è possibile distinguere due cladi distinti, ciascuno dei quali rappresenta un processo di addomesticamento indipendente. L'asino selvatico della Nubia è il diretto antenato del clade 1, al quale appartiene la maggior parte degli asini domestici attuali, che ebbe probabilmente origine nell'Africa settentrionale: il suo DNA mitocondriale, infatti, è del tutto identico a quello del clade 1. Il clade 2, al contrario, è più strettamente imparentato con l'asino selvatico della Somalia, ma non discende da quest'ultimo. A differenza del clade 1, deriva da un gruppo iniziale più piccolo. Comunque, a tutt'oggi, non è possibile identificare la sua esatta origine e il suo progenitore. I resti provenienti da Mesopotamia e Iran risalgono ad un'epoca un po' più recente.

### Conservazione

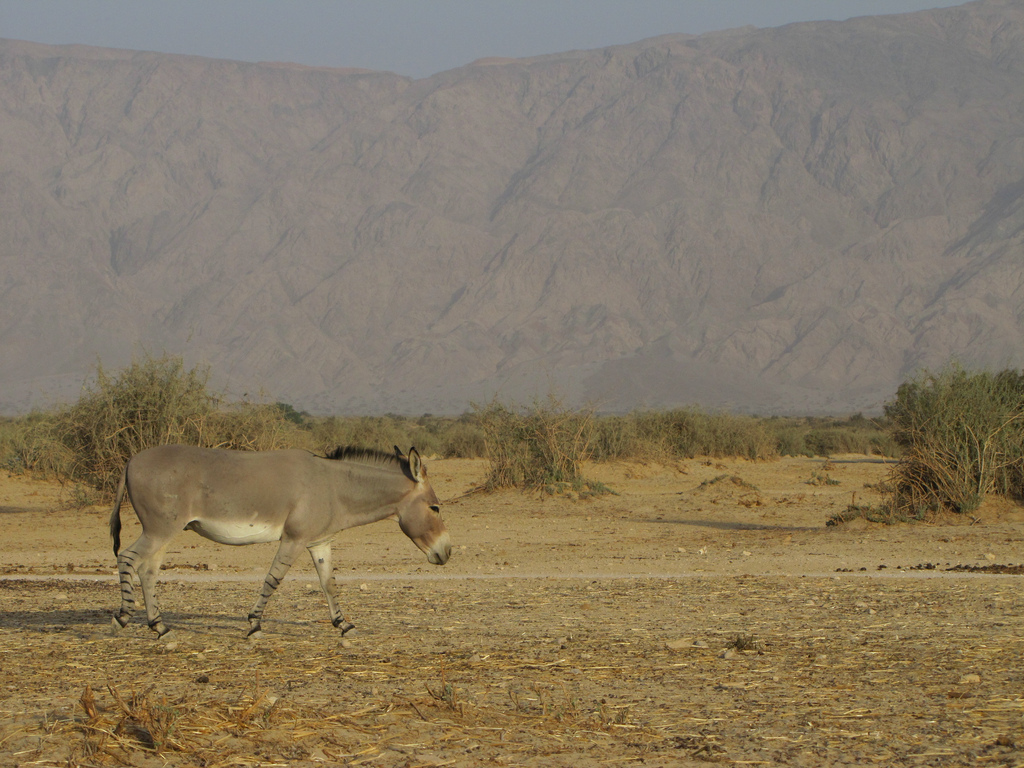
Asino selvatico africano nella riserva naturale di Hai-Bar Yotvata in Israele.

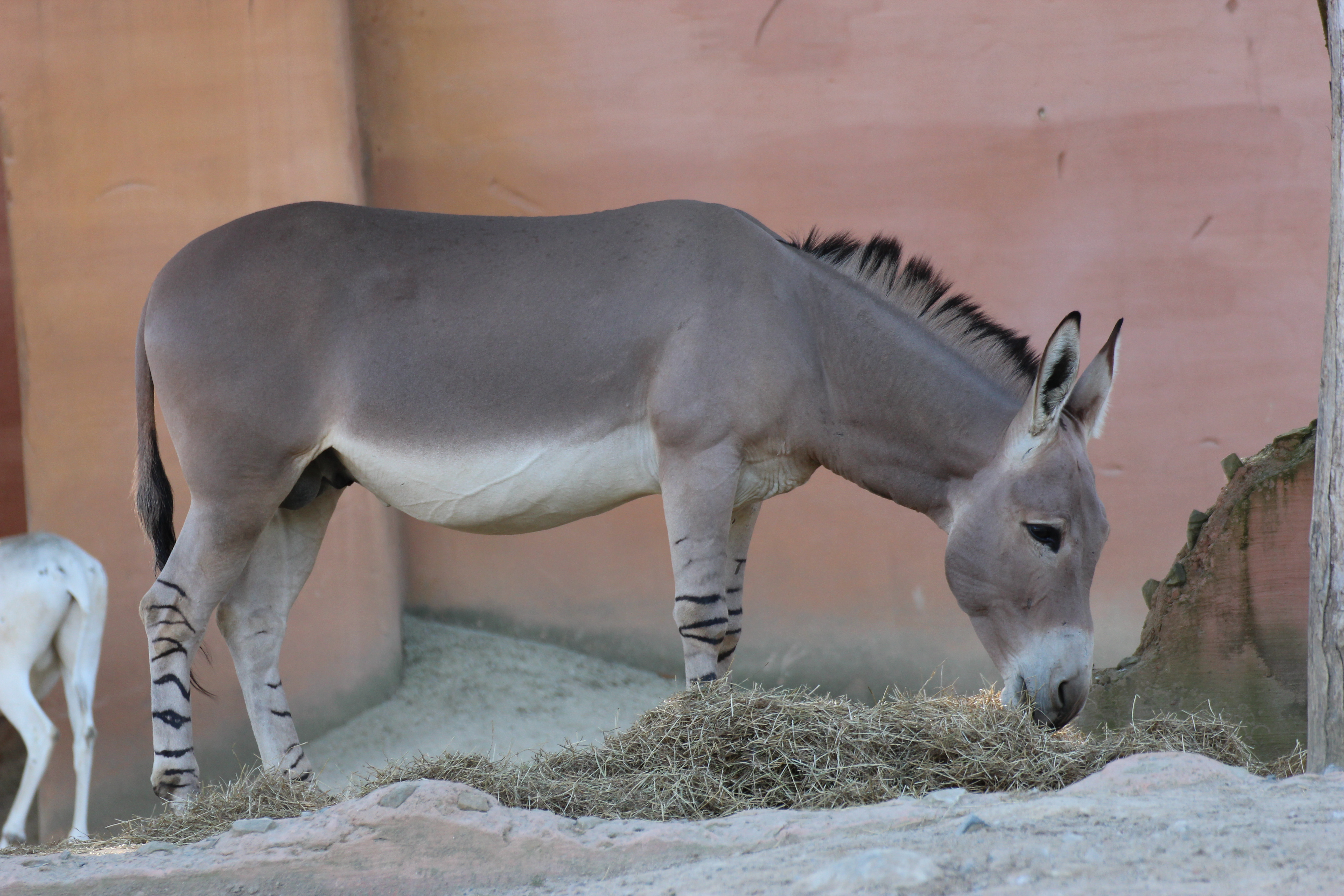
Asino selvatico africano (sottospecie somaliensis) allo zoo di Hannover.

Come accennato in precedenza, l'asino selvatico africano scomparve da gran parte del suo areale già nell'antichità. In epoca moderna la specie era ancora presente in Etiopia, Eritrea, Somalia e Sudan. Negli anni '80 la popolazione venne stimata in 1500 esemplari in Sudan e 2000 in Etiopia, ma da allora ha continuato a diminuire drasticamente. L'Eritrea è l'unico paese con una popolazione di asini selvatici relativamente stabile, costituita da circa 400 animali diffusi nel nord del paese. Si ritiene che altri 200 capi vivano nel triangolo di Afar in Etiopia. Gli studiosi ipotizzano anche la presenza di uno scarso numero di esemplari in Somalia, nella valle del Nugaal. Le principali minacce alla sua sopravvivenza sono legate all'instabilità politica della regione. In Somalia l'asino selvatico è ora presumibilmente sull'orlo dell'estinzione a causa della guerra civile e dell'anomia nel paese. Inoltre, esso è soggetto alla caccia da parte dei locali principalmente per la sua carne, ma anche per ricavare medicinali contro la tubercolosi, i reumatismi e il dolore. La competizione con gli esseri umani e gli animali domestici, soprattutto con i pastori locali, per l'acqua potabile e i pascoli fa sì che un certo numero di asini venga abbattuto. Per questo motivo, la IUCN ha elencato la specie come Critically Endangered («in pericolo critico»).
Per proteggere l'asino selvatico africano sono stati istituiti diversi parchi nazionali, come il parco nazionale di Yangudi-Rassa (4731 km²) e la riserva dell'Asino selvatico di Mille-Serdo (8766 km²), entrambi situati in Etiopia. Tuttavia, le risorse finanziarie disponibili e il personale ben formato sono piuttosto limitati. In Eritrea, la regione compresa tra la penisola di Buri e la depressione di Dalool è stata dichiarata area di conservazione prioritaria con lo scopo di crearvi una riserva. In Somalia, invece, non ci sono parchi nazionali che proteggano le restanti piccole popolazioni. Una piccola mandria è stata anche introdotta nella riserva naturale di Hai-Bar Yotvata in Israele. Gli sforzi di protezione dell'Equid Specialist Group della IUCN includono ulteriori indagini che valutino la presenza e la consistenza delle popolazioni di asino selvatico, il coinvolgimento della popolazione locale nella conservazione attiva della specie e la formazione di scienziati locali.

### In cattività
Nel 1970, l'allora direttore dello zoo di Basilea, Ernst Michael Lang, acquistò cinque asini africani da un commerciante di animali in Kenya al prezzo di 40.000 franchi svizzeri ciascuno, pagando una parte considerevole del prezzo di acquisto di tasca propria. Il primo puledro nacque nel 1972. Tutti gli asini selvatici della Somalia presenti oggi nei giardini zoologici gestiti scientificamente discendono da questo gruppo. Nell'ambito del Programma europeo per le specie minacciate (EEP) dell'Associazione europea degli zoo (EAZA) sono presenti circa 200 esemplari di questa sottospecie, quasi estinta in natura, ospitati in 36 zoo. Nel 2014 lo zoo di Basilea ha registrato la sua 41ª nascita con l'arrivo di «Lakisha». Il coordinatore dell'EEP è Oliver Pagan dello zoo di Basilea.